# Imotski
Imotski és una ciutat de Croàcia, al comtat de Split-Dalmàcia. D'ençà el Congrés de Viena de 1815, i fins al 1918, la ciutat formava part de la monarquia austríaca, a l'Imperi Austríac i després a l'Imperi Austrohongarès (Cisletània segons el compromís de 1867).